# 冯维精
冯维精（1919年—2003年），男，陕西吴堡人，中华人民共和国军事人物，中国人民解放军少将，曾任中国人民解放军总参谋部三部副部长。